# Rogadius
Rogadius is een geslacht van straalvinnige vissen uit de familie van platkopvissen (Platycephalidae). Het geslacht is voor het eerst wetenschappelijk beschreven in 1908 door Jordan & Richardson.

## Soorten
- Rogadius asper (Cuvier, 1829)
- Rogadius mcgroutheri Imamura, 2007
- Rogadius patriciae Knapp, 1987
- Rogadius pristiger (Cuvier, 1829)
- Rogadius serratus (Cuvier, 1829)
- Rogadius welanderi (Schultz, 1966)